# 马克思为什么是对的
《马克思为什么是对的》（英語：Why Marx Was Right）是2011年出版的通识读本，由英国学者泰瑞·伊格頓撰写，介绍了19世纪哲学家卡尔·马克思及其思想流派马克思主义。作为一本写给外行人看的通识读本，该书列举外界反驳马克思主义的十大论点，包括马克思主义对改变现代社会阶级毫无建树、是決定論和乌托邦思想、反对一切改革、主张威权国家等，並逐一批驳。
在其反驳的观点中，伊格頓认为阶级斗争是马克思主义中心思想，体现了生产方式发展，如封建制度和资本主义都涉及社会生产货物及提供服务所需的资料、技术及社会关系。在资本主义经济中，工人阶级是无产阶级，对劳动条件缺乏明显话事权，也无法控制生产方式。作者认为革命会引出全新的生产模式，就是社会主义，而社会主义是由工人阶级来掌控，其终极形态是共产主义，而共产主义会让国家消亡。除此之外，作者还探讨苏联及其他马列主义国家失败的原因。
作者伊格頓写过不同领域的通识读本，包括文学理论、马克思主义及天主教会。这书對他來說可說是因时代而生；书评人认为该书是2007年－2008年環球金融危機后马克思主义再度受到热捧的体现。该书于2011年发行初版，2018年因应马克思诞辰200周年再版。在加拿大，该书入选麦克林2011年畅销书周榜两次。
对于该书是否始终紧扣马克思主义这主题，各书评人看法不一。對他們來說，这书的一大亮点是其散文风格，语言风趣幽默，内容平易近人；但也有书评人认为这本书缺乏幽默感，有些地方直接是作者自己断言，而不是抛出论据。对于部分书评人认为伊格頓选择的反对观点是稻草人論證，多位专家表示不敢苟同，而是认为这书將勞動價值理論介绍得很好、2007至2008年的环球金融危机，以及当代的马克思主义思想。不过，伊格頓对历史唯物主义的评价受到表扬。从总体上看，这书最饱受批评的地方是为斯大林主义前的苏联及其他马克思主义国家辩护。有书评人认为书裡有些错误的经济观点，还歪曲了马克思对人性、改革等议题的看法。

## 创作背景

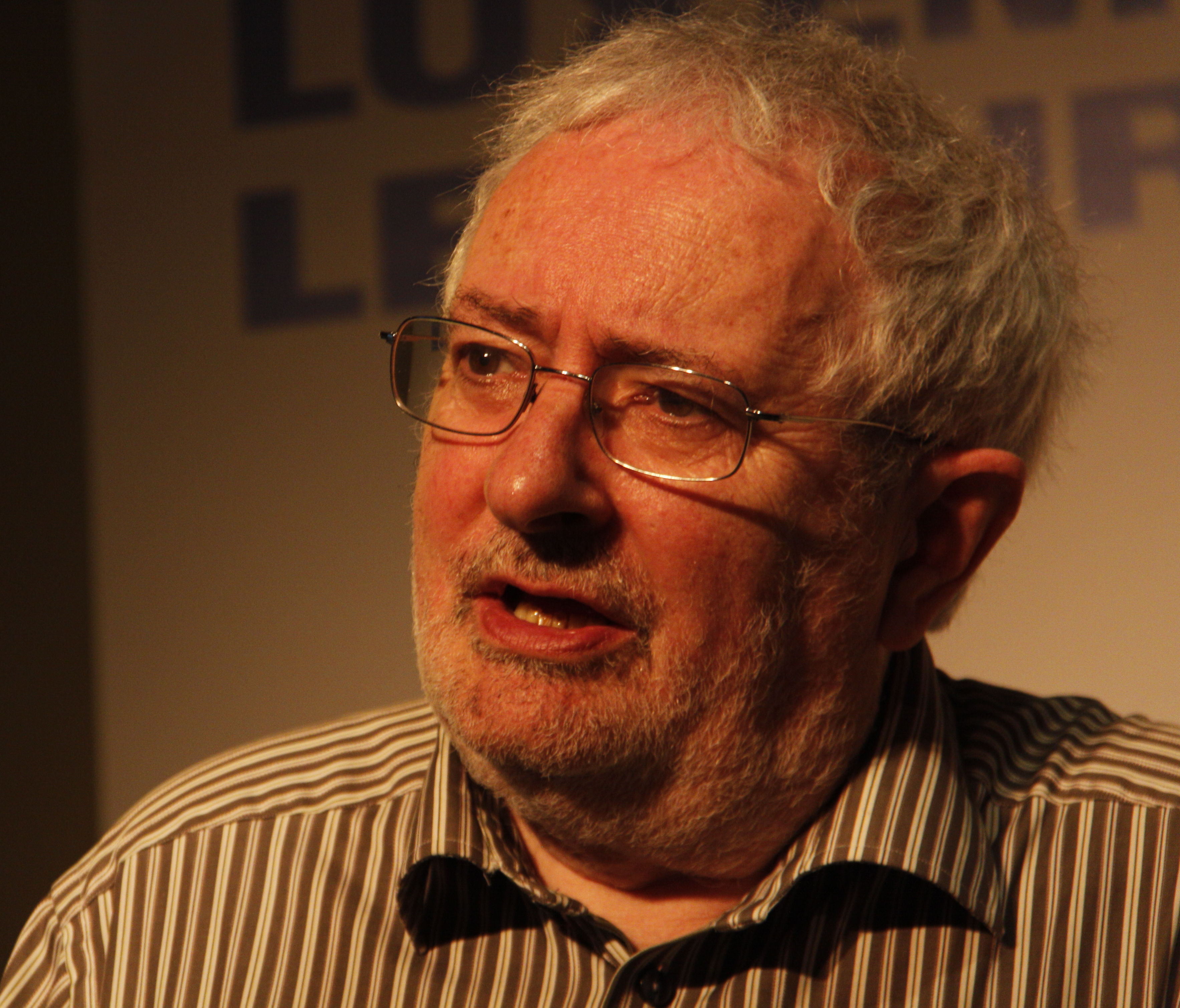
作者泰瑞·伊格頓，摄于2013年。

泰瑞·伊格頓是研究文学理论、马克思主义及天主教会的学者。1960年代在剑桥大学读本科时，他处于新左翼及梵蒂岡第二屆大公會議提出天主教进步主义改革方案的分叉路口，思想开始左倾，后来加入社会主义工人党英国分部及工人社会主义联盟。1976年，他出版著作《批评与意识形态》（Criticism and Ideology），用马克思主义的方法来介绍文学理论，1983年凭《文学理论入门》一书名声鹊起。《要事杂志》专栏作者阿兰·雅各布认为伊格頓文风“风趣幽默之余不失优雅”，在当时介绍文学理论的著作中独树一帜。1992年至2001年，伊格頓在牛津大学担任英国文学教授，2001年到2008年在曼彻斯特大学教授文化理论，之后在全球多所大学任教。
书中用了大量马克思主义哲学术语，这些术语伴随19世纪德国哲学家卡尔·马克思的哲学思想诞生。在介绍社会如何体现劳动力时，伊格頓用“生产资料”一词形容生产商品及服务所需的原料及工具；用“生产力”一词概括社会内部的生产方式、人类知识及劳动分工。而社会也存在着生产关系，如在僱傭勞動关系中，工人要向雇主出卖劳动力换取金钱。生产力和生产关系两者称为“生产方式”，是马克思所认为的社会基础结构，如资本主义和封建制度。
根据马克斯的阶级理论，人人都有自己的社会阶级（如工人阶级），具体由他们在生产方式中扮演的角色来定。在资本主义社会裡，资产阶级是财产所有者，控制着具体生产方式。马克思认为社会阶级模式能推动生产力发展，直至生产关系成为阻碍生产力繼續发展的障碍。他认为阶级斗争是社会阶级和资产阶级的根本矛盾，这是他对全新生产方式建立方式的理解。由于马克思认为社会发展扎根于具体社会条件而非抽象概念，他主张自己是历史唯物主义者，而非唯心主义者。他提出的经济基础和上层建筑是形容社会的唯物主义模型，当中经济基础由社会其他方面塑造，如艺术、文化、科学等，这些又叫“上层建筑”。

## 内容概述
本书共十章，每章列出一个反驳马克思主义的概念，之后是作者的批驳。
第一个反驳观点是社会阶级到后工业社会时代已逐渐式微，故马克思的社会阶级理论已无用处。作者的反驳观点认为马克思预言了全球化、社会变革等现象，因为在马克思那年代，资本主义的本质没有产生根本上的改变。作者认为勞工運動受压迫是1970年代中期开始民众不再相信马克思主义的主因。
第二个反对观点是马克思主义者统治的共产主义政权出现了大屠杀、扼杀自由及其他困难。这章认为社会主义的方法和共产主义失败国的方法不同，共产主义失败国的做法和资本主义国家的做法有过之而无不及。针对马克思、列宁和托洛茨基三人，作者指出社会主义取得成功所需的条件：民众受过教育、社会本来繁荣、第一次革命后有外国支持。他认为缺乏物质来源的社会主义国家会产生斯大林之类的政权，这是托派和自由意志社會主義派一直以来批判的。另一种生产方式是市场社会主义，其中生产方式采用集体所有制，惟民主的工人合作社会在市场环境下相互竞争。
观点三是马克思主义坚信社会变革一定会发生。對作者來說，马克思是说社会可以从不同方向发展，例如资本主义可能会停滞不前，也可能引发社会主义或法西斯主义，这都不一定会发生。

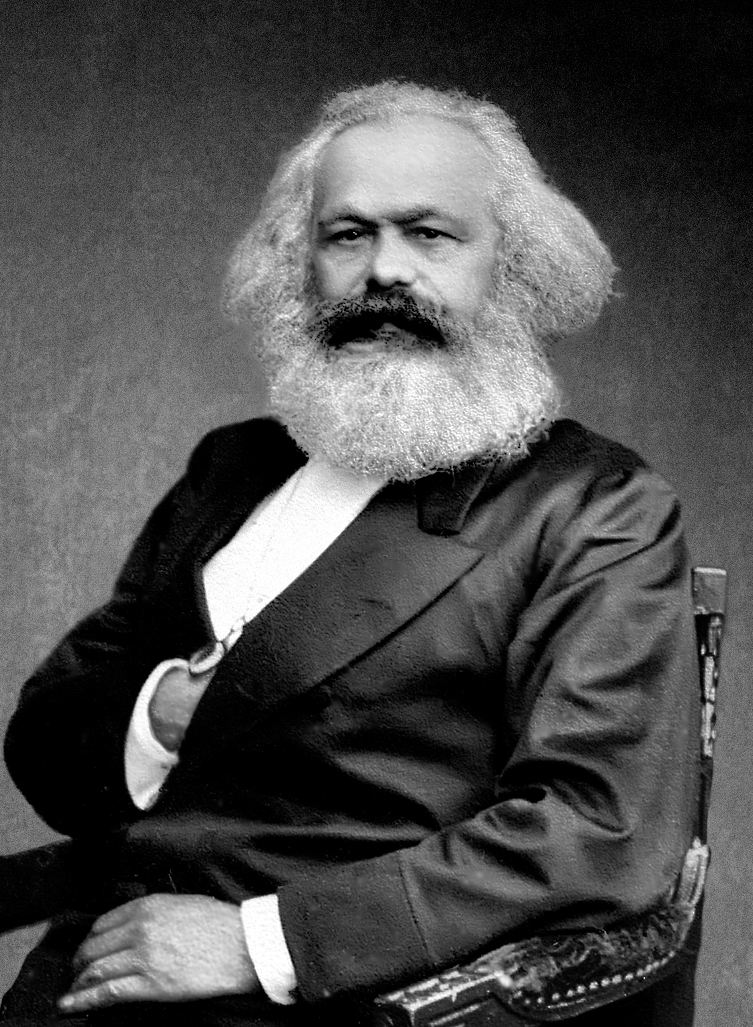
卡尔·马克思（1818–1883）

观点四认为马克思主义是乌托邦，为了描绘完美世界而不惜抹杀人性。作者认为，马克思对空想社会主义持怀疑态度，没打算描绘一个理想的未来。身为唯物主义者，马克思尽力避免唯心主义，反对启蒙时代的自由主义思想；作者主张马克思或许认为人性自古以来都有。對作者來說，社会主义不需人人都利他，只需改变社会结构制度的结构；而作为个人主义者，马克思认为整齐划一是资本主义的特征，放在共产主义就是个人自由的实现。马克思认为资产阶级主张的政治平等太抽象，模糊了资本主义固有的不平等。
观点五围绕马克思主义是不是经济决定论的具体形式，是不是用狭窄的经济学框架涵盖所有人展开。尽管马克思主义者把历史当成生产方式发展来研究，亚当·斯密等启蒙时代思想家并没有把马克思的经济基础与上层建筑当成决定论，因为上层建筑不完全由经济基础决定，而且会让经济基础发生改变。根据马克思主义理论，阶级斗争会决定社会发展，但阶级不仅仅是经济状态，还跟习俗、价值观及文化相关。
观点六断言马克思主义的唯物论排斥一切神灵，只把意识看成物理现象。以往的唯物主义观点认为人类就是物质，马克思的唯物主义观则从根本概念出发，那就是人有主观能动性。按照作者对马克思的理解，人的思想与肉体不同，神灵和意识是肉体体验的问题。作者列举了一些既可以是经济基础，又可以是上层建筑的社会结构，比如美国的重生教会，还有一些生活本质，如爱情，两者都不能混为一谈。
观点七是随着社会不断流动，社会阶级从马克思的时代开始改变，所以马克思的理论已经过时。对于这点，作者认为现今资本主义掩盖着仍然存在的阶级不平等。无产阶级包括所有对自己的劳动几乎没有控制权的人，他们被迫出賣劳力以提升雇主的资本。按照马克思的理论，阶级讲的是人在生产中的角色，跟眼界无关。作者认为马克思的思想从马克思有生之年起就能适应变化。在马克思的年代裡，女佣是最大的无产阶级群体，但马克思也发现行政管理者中的中产阶级群体不断扩大。白領也是工人阶级，文化、种族、身份及性别也和社会阶级有关。
观点八是马克思提倡小部分人发动暴力革命以建立新社会，而变成反民主、反改革份子。作者认为有些革命（如十月革命）跟美國黑人民權運動比起来不够暴力；他表示革命是长期起因推动的漫长过程。尽管承认马克思主义引发许多流血事件，但都认为资本主义也不乏这些，而现今的马克思主义者很少会为斯大林或毛泽东辩护。社会主义革命需要工人阶级推翻资产阶级，这是民主行动，因为参与者大多是工人阶级。尽管有共产主义者自诩“超级左翼”，拒绝一切议会民主制，反对一切改革，其他人还是會用这些手段去發動革命。马克思参与过工会等改革团体，或许认为社会主义在某些国家可以和平实现。
观点九认为马克思主义催生独裁者领导的威权国家。虽然马克思说过“无产阶级专政”，但他那时代“专政”反而指“多数人统治”，所以他不主张威权主义，而是希望国家消亡；当这种共产主义社会实现时，不再会有国家靠暴力手段捍卫现状，但中央管理机构依然要存在。当代马克思主义者不希望领导威权主义国家，對他们來說，私人金融机构掌管足够权力，国家控制的社会主义不可能出现。
最后一个观点提到最近出现的环保主义、女性主义及同性恋解放等激进社会思潮不再依赖马克思主义，马克思主义可谓寿终正寝。作者认为马克思主义一直以来都在这些思潮发挥作用。對他來說，马克思主义有些文化是父权思想，但马克思主义和女权主义异花受粉出馬克思主義女性主義。此外，非洲民族主义融入了马克思主义思想，布尔什维克也支持民族自决，尽管马克思曾有几次说过支持帝国主义。对于社会自然主义，马克思认为人与自然相互作用：人类历史是自然历史一部分，然而在资本主义下，自然只是资源。

## 出版历史
精装版于2011年6月17日出版（ISBN 978-0-300-18153-1），平装版2012年出版。第二版于2018年出版（ISBN 978-0-300-23106-9），新增纪念马克思诞辰200周年的前言，附赠羅傑·克拉克配音的有声书。《公益》曾出版原书的摘录。
纵观整个职业生涯，伊格頓一直以推出各种专业书籍及通识读本为目标，《马克思为什么是对的》属于通识读本。伊格頓认为这本书是顺时代潮流而生。對他來說，九一一恐怖袭击和2007年－2008年環球金融危機是大家在日常生活中逐渐发觉资本主义存在的危机。虽然苏联的败局和当代中国让马克思主义变得不合时宜，两场危机还是让马克思主义思想重新受到关注，促使杰拉德·柯亨在2009年写了《为什么不是社会主义？》（Why Not Socialism?），阿兰·巴迪欧2010年写了《共产主义假说》（The Communist Hypothesis）。
對伊格頓來說，對马克思來說已经过时的世界，马克思继续与世界息息相关，这就是他写这书的动机。面对个别外行对马克思主义的批评，有些捍卫的观点非常自负，说马克思主义“可以无关紧要，可以杀气十足，可以威权主义，可以回溯历史”，说马克思的观点“非常讽刺”，引起伊格頓关注。在一次演講中，他回想起一位读者给他写的信，问书名为什么不用现在式“is”，他答“他不是死了吗”。
身为爱尔兰天主教徒家庭一员，伊格頓认为第六章是全书的重中之重；在谈到神灵与物质世界相联系是探讨“人类关系、历史现实、公正”及其他议题的方式时，他把天主教神学与马克思的经济基础和上层建筑结构联系起来。

## 反响
此书入选加拿大麦克林2011年畅销书周榜两次；2016年登上卡尔加里地区非虚构类书籍畅销榜。

### 专业评价
《另类社会》（Social Alternative）、《出版者周刊》、《科学与社会》和《澳洲人报周末》肯定该书证明了马克思主义的当代价值。《阿格斯角》和《德班每日新闻》专栏作家卡维什·切蒂（Kavish Chetty）认为该书“仍然是重振马克思声望的重要著作”，尽管提出了一些批评意见。《政经周刊》和《社会科学人》（Social Scientist）认为伊格頓成功纠正了“庸俗的误解”。《经济新闻》、《卫报》作家特里斯特拉姆·亨特和《美国保守派》提出批评意见，其中《保守派》认为该书未能阐释马克思的信仰，也没有说明这些信仰为什么如此令人信服。《甄选书评》赞扬该书是入门读本，《亚洲和非洲研究》（Estudios de Asia y Africa）认为该书为2011年埃及革命的走向提供了有益的框架。

#### 写作风格
《科学与社会》、《出版者周刊》和《爱尔兰时报》赞扬该书风趣幽默。《泰晤士高等教育》认为伊格頓抛出无懈可击的锋芒，夸张表述令人不安，说笑话也是十分炸裂；《世纪报》认为伊格頓“口才了得”，和萧伯纳有一比。《政经周刊》认为书的文风“非常有趣”，但对不熟悉作者的人来说可能很困惑。相反，《澳洲人报》、《自由主义论文》（Libertarian Papers）和切蒂批评伊格頓缺乏幽默感；亨特认为书马克思主义一贯的创造力和虚张声势。
《社会科学人》和《爱尔兰时报》认为书的散文风格平易近人，充满《星期天先驱报》所说的伊格頓标志性“才华”，和伊格頓其他作品一样“值得一读，语带挑衅”。然而，《基督教世纪报》认为伊格頓花言巧语有时会飘出他的核心观点。类似地，《金融時報》认为伊格頓引用的典故“太晦涩难懂，一般读者可能不明白”。《经济新闻》认为书的散文写得不如马克思本人。
《评论杂志》、《要事杂志》和《泰晤士报高等教育》批评书中有些论证頗弱，其中《高等教育》认为伊格頓“用断言多过论证”。《新共和》认为这本书是为马克思辩解，虽然伊格頓宣称自己不是辩解。《金融时报》的看法稍微正面，认为这本书就算是辩解，也是众多“令人迷惑”的辩解书中“最美好、最有想象力、最有见地的一本”。《美国保守派》认为伊格頓分析理论比分析历史好，但批评“论证过程总体来说很低级，有时满是油嘴滑舌”；对此《符号》（Symplokē）期刊表示认同，认为伊格頓看似“有力”的立场并非他原创。《基督教世纪报》认为伊格頓的论证有說服力。

#### 议题
部分书评人提到书没有提到，或者提及很少的面向，比如马克思主义经济学（劳动价值理论等）、2007年－2008年環球金融危機和後馬克思主義。《社会科学人》和《自由主义论文》认为伊格頓下的定义及提供的统计数据不充分。《自由主义论文》和《经济新闻》认为伊格頓在书中提到的剩余价值论实际上不可信。《泰晤士报文学增刊》质疑伊格頓的哲學人類學观点为什么要借鉴马克思早期观点。《美国保守派》和《卫报》专栏作家欧文·海瑟利认为十条反驳不是稻草人论证，而《自由主义论文》和《金融时代》觉得它们是乱选的。《澳洲人报》建议伊格頓直接和“好战的对手”对垒。
《美国保守派》、《泰晤士报文学增刊》和《美国利益》（The American Interest）批评伊格頓为斯大林以前的苏联和其他共产国家辩护。《爱尔兰时报》和《澳洲人报周末》认为这部分最说不过去，因为这些国家不值得表扬。《科学与社会》认为伊格頓寥寥几句话就带过中国，“明显不够”，应该有更强势的辩护；《评论杂志》提到伊格頓赞扬东德的育儿服务是“奇怪地”为马克思主义国家开脱。《爱尔兰时报》反驳伊格頓说东欧和毛泽东时代的中国用共产主义摆脱封建主义，说美国在东亚地区的政府也摆脱了，而且用的方法成本低得多，英国在爱尔兰立的《土地法》也是。对此哈瑟利持不同意见，认为伊格尔頓对苏联的讨论“令人信服”，而《反思馬克思主義》批评左派的伊格頓“被市场禁锢”，竟然把市场社会主义当成斯大林主义另类表现。
《经济新闻》和亨特认为伊格頓的经济学主张、对马克思观点的解释有问题，批评伊格頓说英国有三分之一儿童生活在贫困中。《自由主义论文》批评伊格頓把经济干预主义和“自由放任”经济混为一谈，《爱尔兰时报》说他违反基本经济规则，建议固定商品价格和数量。有评论认为马克思和恩格斯主张共产主义要改变人性，这点与伊格頓看法相左。其他评论家认为伊格頓夸大了马克思对改革、环保主义和宗教的有限支持或容忍。
评论人认为伊格頓谈及唯物主义的段落非常强烈。《社会科学人》欣赏这部分内容，亨特赞扬书提及民主、自由意志和现代性。《泰晤士报文学增刊》认为第三到六章对历史学家有潜在作用，简单的语言及对马克思主义的展望与伊格頓其他著作一脉相承，一定程度上弥补了其他部分的不足之处。《爱尔兰时报》认为提及唯物主义的第六章“最有启发性”。《泰晤士报高等教育》不敢苟同，认为伊格頓在唯物主义上用的篇幅太多，自从路德维希·维特根斯坦著作面世以来，这话题只有“神学马克思主义者”感兴趣。

## 脚注
1. 1 2  Jacobs 2011，第21頁.
2. ↑  Smith 2013.
3. ↑  Wroe 2002.
4. ↑  Lancaster University 2021.
5. ↑  Bottomore 1991，第298頁.
6. ↑  Harvey 2010，第171頁.
7. 1 2  Sewell & Woods 2015.
8. ↑  Bottomore 1991，第191頁.
9. ↑  Eagleton 2018，第161頁.
10. ↑  Bottomore 1991，第56頁.
11. ↑  Eagleton 2018，第37頁.
12. ↑  Bottomore 1991，第85頁.
13. ↑  Bottomore 1991，第238, 247頁.
14. ↑  Eagleton 2018，第148頁.
15. ↑  Quinn 2018.
16. ↑  Eagleton 2011a.
17. 1 2 3  Diente 2014，第270頁.
18. 1 2 3 4 5  Wheen 2011.
19. 1 2 3  Yale Books 2012.
20. 1 2 3  Gray 2011.
21. ↑  Wolff 2018.
22. ↑  Casey 2016，第331頁.
23. ↑  Jeffries 2012.
24. ↑  Diente 2014，第269頁.
25. ↑  Institute of Art and Ideas 2012.
26. 1 2  Macintyre 2011，第22頁.
27. 1 2 3 4 5 6  de Quirós 2014，第102頁.
28. ↑  Maclean's 2011a，第76頁.
29. ↑  Maclean's 2011b，第80頁.
30. ↑  Calgary Herald 2016，第G.11頁.
31. ↑  Archer 2013，第58頁.
32. 1 2 3  Publishers Weekly 2016.
33. ↑  Foley 2013.
34. ↑  Rundle 2011.
35. 1 2  Chetty 2011a.
36. ↑  Chetty 2011b，第11頁.
37. 1 2 3  Dubhashi 2011，第36頁.
38. 1 2 3 4  Singh 2013，第108頁.
39. 1 2 3 4  Goldman 2011，第47頁.
40. 1 2 3 4 5  Hunt 2011.
41. 1 2  Miller 2011，第352頁.
42. ↑  Reyes 2014，第528頁.
43. 1 2  Foley 2013，第260頁.
44. 1 2 3 4 5 6  Barry 2011.
45. 1 2 3 4  Inglis 2011，第50頁.
46. 1 2  Bahnisch 2011，第22頁.
47. 1 2 3 4 5  Brown 2011.
48. ↑  McDowell 2012，第55頁.
49. 1 2  O'Brien 2011，第44頁.
50. 1 2 3  Williamson 2011.
51. ↑  Jacobs 2011，第24頁.
52. ↑  Goldstein 2015，第403頁.
53. 1 2 3  Hatherley 2011.
54. ↑  Goldman 2011，第48頁.
55. ↑  Goldstein 2015，第404頁.
56. 1 2 3  Tooze 2011.
57. ↑  Mayer 2018，第11頁.
58. ↑  Rundle 2011，第25頁.
59. ↑  Bergfeld 2014，第601–603頁.
60. ↑  Goldman 2011，第49頁.
61. ↑  Foley 2013，第261頁.
62. ↑  Mayer 2018，第8頁.